# Globos de Ouro 2009

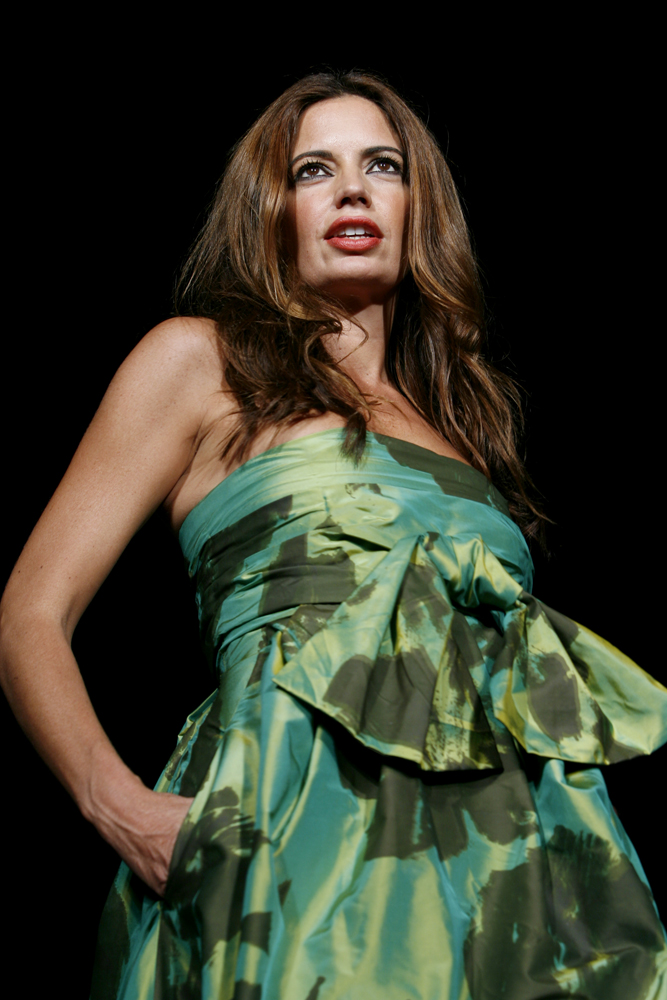
Moderatorin Bárbara Guimarães

Die 14. Verleihung des Globo de Ouro fand am 17. Mai 2009 im Coliseu dos Recreios in Lissabon statt. Der Gala-Abend wurde von Bárbara Guimarães moderiert und vom mitveranstaltenden Fernsehsender SIC übertragen. Es wurde auch dem kommenden 10. Todestag der Sängerin und Schauspielerin Amália Rodrigues gedacht, insbesondere mit einem Auftritt der Gruppe Hoje.
Den Globo de Ouro, für Leistungen im Jahr 2008, erhielten im Jahr 2009 folgende Persönlichkeiten:

## Auszeichnungen nach Kategorien

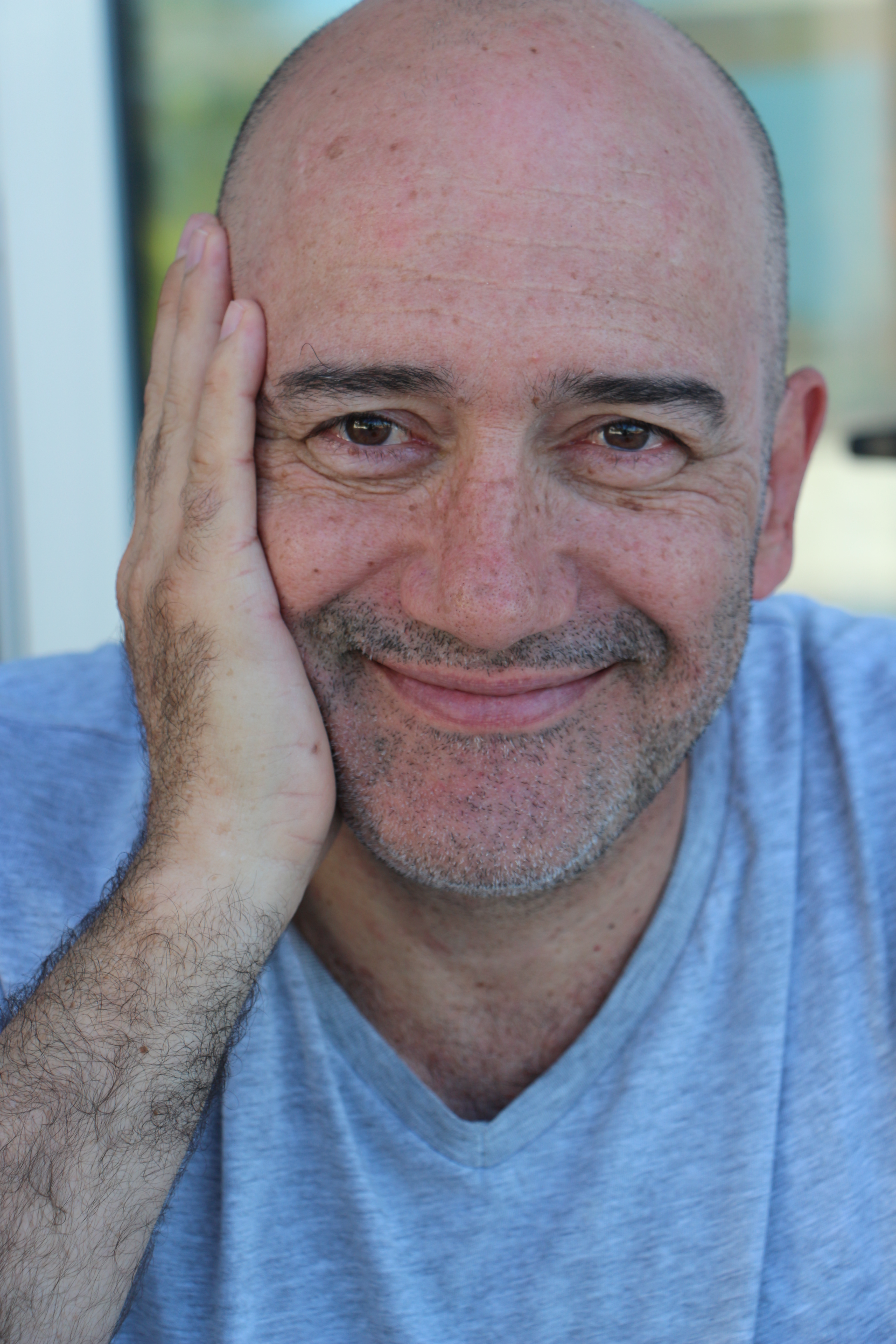
José Raposo

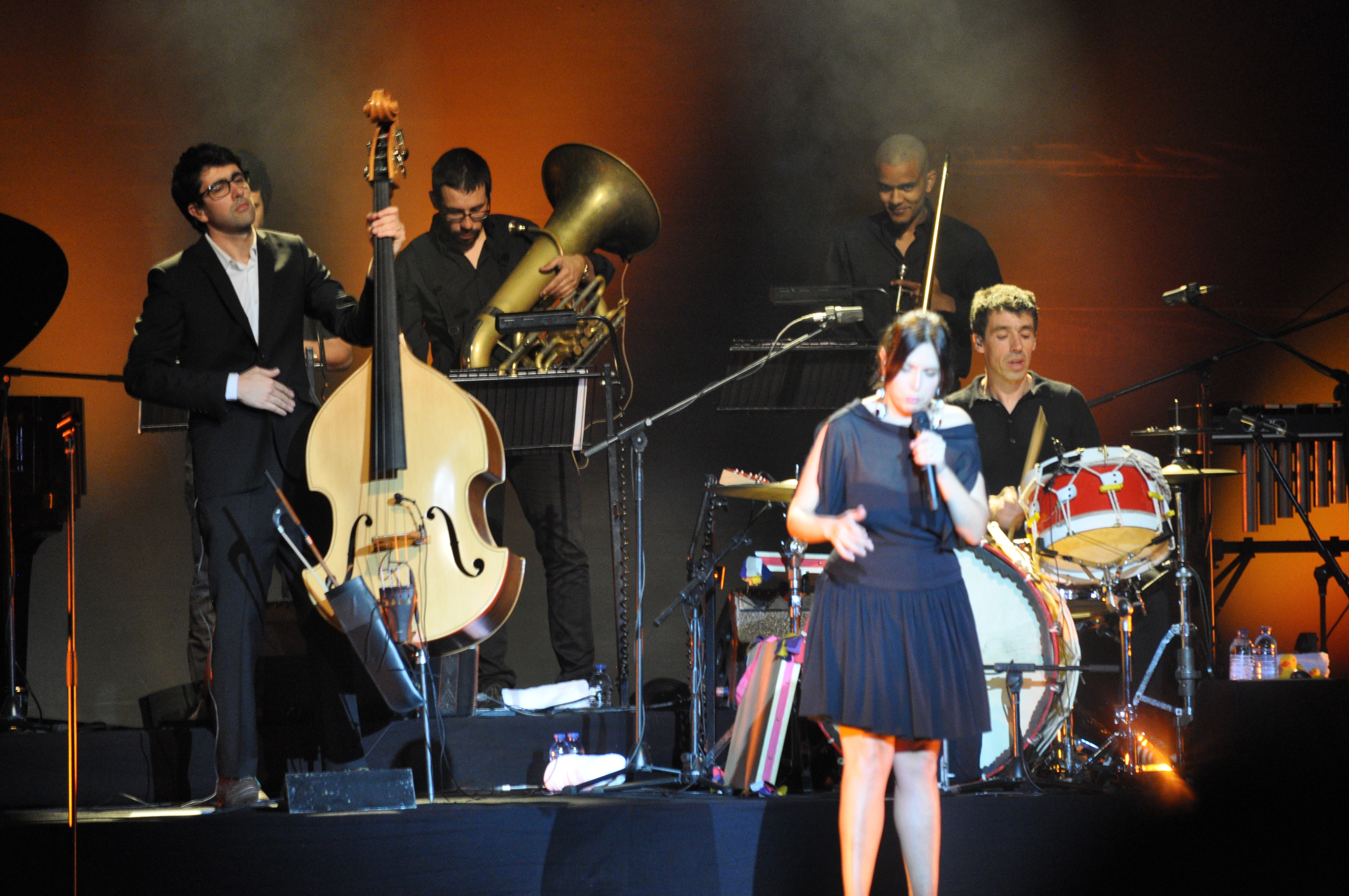
Deolinda

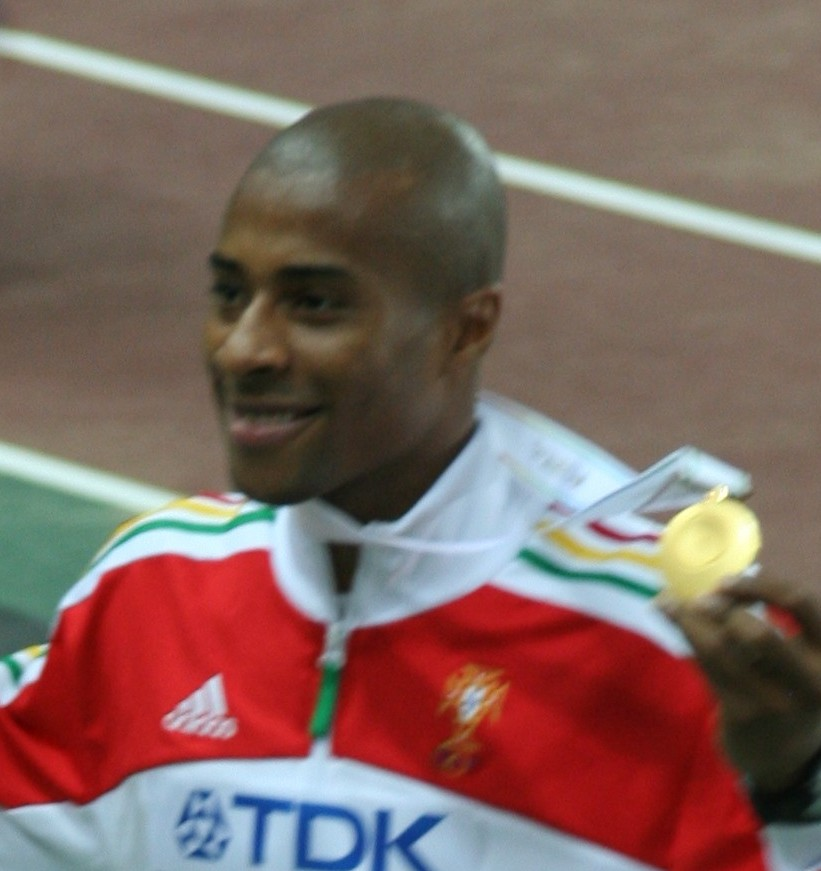
Nelson Évora

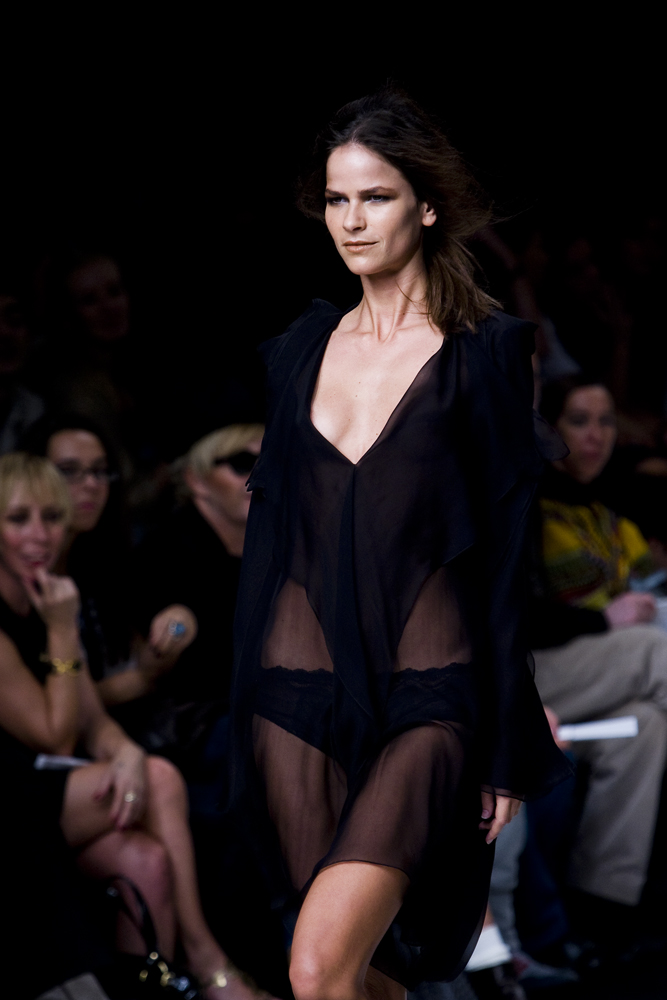
Erika Oliveira

### Theater
- Beste Schauspielerin: Maria João Pascoal (im Stück Vieira da Silva par elle même)
- Bester Schauspieler: José Raposo (im Stück Um Violino no Telhado)
- Beste Aufführung:  West Side Story (Inszenierung Filipe La Féria)

### Musik
- Bester Einzelinterpret: Mariza (für das Album Terra)
- Beste Gruppe: Buraka Som Sistema (für das Album Black Diamond)
- Beste Neuentdeckung: Deolinda (für das Album Canção ao Lado)

## Sport
- Bester Sportler: Nelson Évora
- Bester Fußballspieler: Cristiano Ronaldo
- Bester Fußballtrainer: Manuel José

### Kino
- Bester Film: Aquele Querido Mês de Agosto von Miguel Gomes
- Beste Schauspielerin: Sandra Barata Belo für Amália, o Filme (Regie: Carlos Coelho da Silva)
- Bester Schauspieler: Nuno Lopes für Goodnight Irene (Regie: Paolo Marinou-Blanco)

### Mode
- Bestes weibliches Model: Erika Oliveira
- Bestes männliche Model: Jonathan und Kevin Sampaio
- Bester Modedesigner: José António Tenente

### Anerkennung für außergewöhnliche Verdienste
- Manoel de Oliveira